# Klaus Ulbricht
Klaus Ulbricht (* 28. September 1938 in Dresden) ist ein deutscher Chemiker und war langjähriger Bezirksbürgermeister des Bezirks Köpenick und nach der Bezirksgebietsreform 2001 des Bezirks Treptow-Köpenick von Berlin (1992–2006).

## Leben
Ulbricht studierte 1956 bis 1961 Chemie an der Technischen Hochschule Dresden. Danach war er wissenschaftlicher Mitarbeiter an der Akademie der Wissenschaften der DDR in Berlin. 1967 erfolgte die Promotion an der Humboldt-Universität zu Berlin. Bis 1991 war er am Zentralinstitut für physikalische Chemie der Akademie der Wissenschaften in Berlin-Adlershof als Abteilungsleiter tätig. Dort war er von 1986 bis 1989 unmittelbarer Vorgesetzter der späteren Bundeskanzlerin Angela Merkel.
1989 trat Ulbricht in die SDP, die spätere SPD auf dem Gebiet der DDR, ein. Von 1990 bis 1991 war Ulbricht ehrenamtlich politisch tätig als Bezirksverordneter und Fraktionsvorsitzender der SPD in der Bezirksverordnetenversammlung Berlin-Köpenick. 1991/1992 arbeitete er dort hauptamtlich als Bezirksstadtrat für Wirtschaft und Finanzen sowie ab Mai 1992 bis Ende 2000 als Bezirksbürgermeister von Berlin-Köpenick. Mit der Fusion der beiden Berliner Verwaltungsbezirke Treptow und Köpenick zum Bezirk Treptow-Köpenick am 1. Januar 2001 wurde er Bezirksbürgermeister des flächengrößten Berliner Bezirkes. Seit Anfang 2006 wirkt er ehrenamtlich als Kreisvorsitzender der SPD Treptow-Köpenick. Am 26. Oktober 2006 schied Ulbricht altersbedingt als einer der bis dahin dienstältesten Bezirksbürgermeister Berlins aus. Nachfolgerin im Amt wurde seine Parteikollegin Gabriele Schöttler.
2010 wurde Klaus Ulbricht mit dem Bundesverdienstkreuz I. Klasse ausgezeichnet, 2018 erhielt er den Verdienstorden des Landes Berlin. Ulbricht war bis 2007 langjähriges Mitglied im Aufsichtsrat des 1. FC Union Berlin. Er ist Vorstandsvorsitzender der Bürgerstiftung Treptow-Köpenick. Klaus Ulbricht ist verheiratet und hat drei erwachsene Kinder.